# Jamie Muscato
Jamie Muscato (Brighton and Hove, 12 aprile 1990) è un attore teatrale e cantante britannico, noto soprattutto come interprete di musical nel West End londinese.

## Biografia
Nato a Brighton and Hove e cresciuto a Brighton, si è avvicinato alla recitazione da bambino e ha partecipato alle audizioni per il ruolo dell'eponimo protagonista nella serie di Harry Potter. Nel 2009 ha esordito sulle scene londinesi nel cast del musical Spring Awakening, in scena al Lyric Hammersmith e poi al Novello Theatre del West End. Nel 2010 ha interpretato Jean Prouvaire nella tournée britannica e francese per il venticinquesimo anniversario di Les Misérables, partecipando anche al concerto all'O2 Arena e all'omonimo adattamento cinematografico.
Successivamente ha recitato a Londra nei musical Love Story (Duchess Theatre, 2011) e Rock of Ages (Shaftesbury Theatre, 2013), prima di fare il suo debutto al National Theatre nel 2013 in The Light Princess. Nel 2014 ha interpretato il suo primo ruolo da protagonista, quello di Eddie in Dogfight in scena alla Southwark Playhouse; l'anno successivo ha interpretato Anthony Hope nell'allestimento della Welsh National Opera di Sweeney Todd: The Demon Barber of Fleet Street. Nel 2016 ha sostituito Jamie Campbell Bower nel ruolo del protagonista maschile Joe nel musical Bend It Like Beckham al Phoenix Theatre e ha recitato con Michael C. Hall nella prima britannica del musical Lazarus. Nel 2017 ha interpretato un giovane Edward Bloom accanto a Kelsey Grammer in Big Fish all'Other Palace.
Nel 2018 ha interpretato il protagonista maschile Jason "J.D." Dean in Heathers il musical, in cartellone al The Other Place Theatre e poi all'Haymarket Theatre. Nel 2019 ha recitato nel ruolo del protagonista Tony in West Side Story al Curve Theatre di Leicester, mentre nel 2021 è tornato nel West End per cantare nel ruolo di Enjolras ne Les Misérables. Tra il settembre 2022 e l'ottobre 2023 ha interpretato il protagonista Christian nel musical Moulin Rouge! al Piccadilly Theatre; sempre nel settembre 2022 ha esordito al London Palladium come protagonista nel musical Once accanto a Carrie Hope Fletcher. Nel 2024 ha interpretato Anatole Kuragin nella prima britannica di Natasha, Pierre & the Great Comet of 1812 alla Donmar Warehouse, ottenendo una candidatura al Laurence Olivier Award al miglior attore in un musical. Nel 2025 ha recitato come eponimo protagonista nell'adattamento teatrale de Il grande Gatsby al London Coliseum.

## Filmografia (parziale)

### Cinema
- Les Misérables, regia di Tom Hooper (2012)
- The Nun - La vocazione del male (The Nun), regia di Corin Hardy (2018)

### Televisione
- Pistol - serie TV, episodio 1x3 (2022)
- Doctors - serie TV, episodio 23x13 (2022)